# Pedro Scooby
Pedro Henrique Mota Vianna, mais conhecido como Pedro Scooby (Rio de Janeiro, 10 de agosto de 1988), é um surfista luso-brasileiro, adepto do freesurf.

## Biografia
O apelido "Scooby" tem origem na sua infância, segundo o surfista: “Quando eu era criança falavam que eu parecia o cachorro Scooby-Doo do desenho animado”.

## Carreira
Começou a surfar profissionalmente aos 11 anos de idade, sendo considerado um dos principais nomes do surf de onda grande mundial e um dos maiores freesurfers do Brasil, ele foi eleito pela Revista Alma Surf como o melhor freesurfer de 2012 e ganhou da Revista Fluir o prêmio de melhor tubo de 2012, surfando um swell histórico no Taiti.
Em 2014 protagonizou a série Pedro Vai pro Mar exibida pelo do Canal OFF. É o primeiro surfista brasileiro a protagonizar uma história em quadrinhos. O gibi “De volta à rotina”, que conta sobre sua vida de atleta, foi produzido pela Nike e foi criado pelo jornalista Matias Maxx e pelo cartunista Daniel Juca. Em outubro de 2016, ele é confirmado na terceira temporada do reality show Saltibum, uma competição de saltos ornamentais, terminando a disputa em 2° lugar. Em 2017, ele foi um dos 20 participantes do Exathlon Brasil, terminando a competição em 2º lugar.
Em 14 de janeiro de 2022, Scooby foi confirmado como um dos 20 participantes da vigésima segunda temporada do reality show Big Brother Brasil, da TV Globo. Com seu jeito particular de observar o jogo, Scooby seguiu uma trajetória pautada nas fortes amizades que construiu, também fez questão de manter como princípio na disputa e no relacionamento com os demais confinados. Foi eliminado a apenas cinco dias da final, em um paredão contra os participantes Douglas Silva e Eliezer do Carmo, com 55,95% dos votos do público, terminando a competição em 5º lugar. Foram 95 dias de confinamento e a primeira vez que o surfista ficou tanto tempo longe do mar e sem contato nenhum com a família. Mesmo tão perto do pódio, para ele, não havia outro resultado possível.

## Vida pessoal
Em 2011 começou a namorar a atriz Luana Piovani, casando-se com ela em 2013. O casal divorciou-se em março de 2019. O ex-casal possui três filhos, Dom, nascido em 2012 e os gêmeos Bem e Liz, nascidos em 2015.
Em junho de 2019, assumiu namoro com a cantora Anitta, durante uma viagem juntos em Bali. O relacionamento chegou ao fim em agosto do mesmo ano. Em novembro de 2019, assumiu namoro com a modelo Cintia Dicker. Os dois se casaram de forma discreta em 2020.
Em julho de 2022, Pedro e Cíntia anunciaram que estão esperando um filho. Posteriormente, foi revelado que o bebê é uma menina e se chamaria Aurora, nascida em 27 de dezembro de 2022.

## Filmografia

### Televisão
| Ano  | Título                        | Papel                       | Notas                   | Ref.   |
| ---- | ----------------------------- | --------------------------- | ----------------------- | ------ |
| 2014 | Pedro Vai pro Mar             | Ele mesmo                   |                         | [ 25 ] |
| 2016 | Saltibum                      | Participante (Vice-campeão) | Temporada 3             |        |
| 2017 | Exathlon Brasil               | Participante (Vice-campeão) | Temporada 1             | [ 26 ] |
| 2022 | Big Brother Brasil            | Participante (5º lugar)     | Temporada 22            | [ 13 ] |
| 2022 | A Vida é Irada, Vamos Curtir! | Ele mesmo                   |                         | [ 27 ] |
| 2024 | Luau MTV                      | Ele mesmo                   | Repórter dos bastidores | [ 28 ] |

## Prêmios e indicações
| Ano  | Prêmio                | Categoria                                     | Resultado | Ref.   |
| ---- | --------------------- | --------------------------------------------- | --------- | ------ |
| 2011 | XXL Big Wave Awards   | Ride of the Year                              | Indicado  | [ 29 ] |
| 2011 | XXL Big Wave Awards   | Tube Award versão remada                      | Indicado  | [ 29 ] |
| 2012 | Revista Alma Surf     | Melhor freesurfer do ano                      | Venceu    | [ 29 ] |
| 2012 | Revista Fluir         | Melhor tubo do ano                            | Venceu    | [ 29 ] |
| 2017 | XXXII Big Wave Awards | Ride of the Year                              | Indicado  | [ 30 ] |
| 2022 | MTV Millennial Awards | Dupla de Milhões (Paulo André e Pedro Scooby) | Indicado  | [ 31 ] |
| 2022 | Prêmio Área VIP       | Melhor Participante de Reality Show           | Pendente  |        |